# Circonscription électorale de Tarragone
Ne doit pas être confondu avec Circonscription autonomique de Tarragone.
La circonscription électorale de Tarragone est l'une des cinquante-deux circonscriptions électorales espagnoles utilisées comme divisions électorales pour les élections générales espagnoles.
Elle correspond géographiquement à la province de Tarragone.

## Historique
Elle est instaurée en 1977 par la loi pour la réforme politique puis confirmée avec la promulgation de la Constitution espagnole qui précise à l'article 68 alinéa 2 que chaque province constitue une circonscription électorale.

## Congrès des députés

### Synthèse
|             |       | 1977 | 1979 | 1982 | 1986 | 1989 | 1993 | 1996 | 2000 | 2004 | 2008 | 2011 | 2015 | 2016 | 04/19 | 11/19 | 2023 |
| ----------- | ----- | ---- | ---- | ---- | ---- | ---- | ---- | ---- | ---- | ---- | ---- | ---- | ---- | ---- | ----- | ----- | ---- |
| UCD         |       | 2    | 2    |      |      |      |      |      |      |      |      |      |      |      |       |       |      |
| SC          |       | 1    |      |      |      |      |      |      |      |      |      |      |      |      |       |       |      |
| AP & alliés |       |      |      | 1    | 1    |      |      |      |      |      |      |      |      |      |       |       |      |
| PDC         |       | 1    |      |      |      |      |      |      |      |      |      |      |      |      |       |       |      |
| PP          |       |      |      |      |      | 1    | 1    | 1    | 2    | 1    | 1    | 2    | 1    | 1    |       |       | 1    |
| PSUC        |       | 1    | 1    |      |      |      |      |      |      |      |      |      |      |      |       |       |      |
| PSC         |       |      | 2    | 3    | 2    | 2    | 3    | 3    | 2    | 3    | 4    | 2    | 1    | 1    | 1     | 2     | 2    |
| ERC         |       |      |      |      |      |      |      |      |      | 1    |      |      | 1    | 1    | 2     | 2     | 1    |
| CiU / CDC   |       |      |      | 1    | 2    | 2    | 2    | 2    | 2    | 1    | 1    | 2    | 1    | 1    |       |       |      |
| Cs          |       |      |      |      |      |      |      |      |      |      |      |      | 1    | 1    | 1     |       |      |
| ECP         |       |      |      |      |      |      |      |      |      |      |      |      | 1    | 1    | 1     | 1     |      |
| Junts       |       |      |      |      |      |      |      |      |      |      |      |      |      |      | 1     | 1     | 1    |
| Sumar       |       |      |      |      |      |      |      |      |      |      |      |      |      |      |       |       | 1    |
|             |       |      |      |      |      |      |      |      |      |      |      |      |      |      |       |       |      |
| Total       | Total | 5    | 5    | 5    | 5    | 5    | 6    | 6    | 6    | 6    | 6    | 6    | 6    | 6    | 6     | 6     | 6    |

### 1977
| Parti | Parti | Députés                                      |
| ----- | ----- | -------------------------------------------- |
| UCD   |       | Antonio Faura Sanmartín, Joan Sabater Escudé |
| SC    |       | Josep Vidal Riembau                          |
| PSUC  |       | Josep Solé Barberà                           |
| PDC   |       | Josep Sendra Navarro                         |

### 1979
| Parti | Parti | Députés                                      |
| ----- | ----- | -------------------------------------------- |
| PSC   |       | Andrés Limón Jiménez, Josep Vidal Riembau    |
| UCD   |       | Antonio Faura Sanmartín, Joan Sabater Escudé |
| PSUC  |       | Josep Solé Barberà                           |

### 1982
| Parti  | Parti | Députés                                                             |
| ------ | ----- | ------------------------------------------------------------------- |
| PSC    |       | Ignasi Carnicer Barrufet, Jaume Antich Balada, Jaume Custodi Torres |
| CiU    |       | Josep Gomis Martí                                                   |
| AP-PDP |       | Juan Manuel Fabra Vallés                                            |

### 1986
| Parti | Parti | Députés                                       |
| ----- | ----- | --------------------------------------------- |
| PSC   |       | Ignasi Carnicer Barrufet, Jaume Antich Balada |
| CiU   |       | Josep Gomis Martí, Salvador Sedó Marsal       |
| CP    |       | Juan Manuel Fabra Vallés                      |

- Josep Gomis Martí est remplacé en juillet 1988 par Joan Miquel Nadal Malé.

### 1989
| Parti | Parti | Députés                                       |
| ----- | ----- | --------------------------------------------- |
| PSC   |       | Ignasi Carnicer Barrufet, Jaume Antich Balada |
| CiU   |       | Joan Miquel Nadal Malé, Salvador Sedó Marsal  |
| PP    |       | Juan Manuel Fabra Vallés                      |

### 1993
| Parti | Parti | Députés                                                             |
| ----- | ----- | ------------------------------------------------------------------- |
| PSC   |       | Jaumr Antich Balada, Lluís Miquel Pérez Segura, Xavier Sabaté Ibarz |
| CiU   |       | Joan Miquel Nadal Malé, Salvador Sedó Marsal                        |
| PP    |       | Juan Manuel Fabra Vallés                                            |

- Juan Manuel Fabra Vallés est remplacé en juin 1994 par Francisco Ricomà de Castellarnau.

### 1996
| Parti | Parti | Députés                                                                       |
| ----- | ----- | ----------------------------------------------------------------------------- |
| PSC   |       | Alfred Pérez de Tudela Molina, Lluís Miquel Pérez Segura, Xavier Sabaté Ibarz |
| CiU   |       | Joan Miquel Nadal Malé, Salvador Sedó Marsal                                  |
| PP    |       | Francisco Ricomà de Castellarnau                                              |

- Joan Miquel Nadal Malé est remplacé en novembre 1999 par Benet Jané Palau.

### 2000
| Parti | Parti | Députés                                               |
| ----- | ----- | ----------------------------------------------------- |
| PSC   |       | Maria del Carmen Miralles Guasch, Xavier Sabaté Ibarz |
| CiU   |       | Josep Maldonado Gili, Salvador Sedó Marsal            |
| PP    |       | Juan Bertomeu, Francisco Ricomà de Castellarnau       |

- Josep Maldonado Gili est remplacé en mars 2002 par María Luisa Expósito Molina.
- Juan Bertomeu est remplacé en décembre 2003 par María Dolores Compte Llusà.

### 2004
| Parti | Parti | Députés                                                      |
| ----- | ----- | ------------------------------------------------------------ |
| PSC   |       | Francesc Vallès Vives, Ernest Benito Serra, Lluïsa Lizarraga |
| CiU   |       | Josep Maldonado Gili                                         |
| PP    |       | Francesco Ricomà de Castellarnau                             |
| ERC   |       | Josep Andreu Domingo                                         |

### 2008
| Parti | Parti | Députés                                                                            |
| ----- | ----- | ---------------------------------------------------------------------------------- |
| PSC   |       | Francesc Vallès Vives, Joan Ruiz i Carbonell, Lluïsa Lizarraga, Antón Ferre i Fons |
| CiU   |       | Jordi Jané                                                                         |
| PP    |       | Francesco Ricomà de Castellarnau                                                   |

### 2011
| Parti | Parti | Députés                                    |
| ----- | ----- | ------------------------------------------ |
| CiU   |       | Jordi Jané, Martí Barberà i Montserrat     |
| PP    |       | Alejandro Fernández Álvarez, Juan Bertomeu |
| PSC   |       | Francesc Vallès, Joan Ruiz i Carbonell     |

- Jordi Jané (CiU) est remplacé en septembre 2015 par Teresa Gomis de Barbarà.

### 2015
| Parti | Parti | Députés                    |
| ----- | ----- | -------------------------- |
| ECP   |       | Fèlix Alonso Cantorné (IU) |
| ERC   |       | Jordi Salvador i Duch      |
| PSC   |       | Joan Ruiz i Carbonell      |
| PP    |       | Jordi Roca Mas             |
| CDC   |       | Ferran Bel Accensi         |
| Cs    |       | Sergio del Campo Estaún    |

### 2016
| Parti | Parti | Députés                    |
| ----- | ----- | -------------------------- |
| ECP   |       | Fèlix Alonso Cantorné (IU) |
| ERC   |       | Jordi Salvador i Duch      |
| PSC   |       | Joan Ruiz i Carbonell      |
| PP    |       | Jordi Roca Mas             |
| CDC   |       | Ferran Bel Accensi         |
| Cs    |       | Sergio del Campo Estaún    |

### Avril 2019
| Parti | Parti | Députés                                    |
| ----- | ----- | ------------------------------------------ |
| ERC   |       | Jordi Salvador i Duch, Norma Pujol i Farré |
| PSC   |       | Joan Ruiz i Carbonell                      |
| Cs    |       | Sergio del Campo Estaún                    |
| Junts |       | Josep Rull                                 |
| ECP   |       | Ismael Cortés Gómez                        |

### Novembre 2019
| Parti | Parti | Députés                                         |
| ----- | ----- | ----------------------------------------------- |
| ERC   |       | Jordi Salvador i Duch, Norma Pujol i Farré      |
| PSC   |       | Joan Ruiz i Carbonell, Sandra Guaita Esteruelas |
| Junts |       | Ferran Bel Accensi                              |
| ECP   |       | Ismael Cortés Gómez                             |

### 2023
| Parti | Parti | Députés                                      |
| ----- | ----- | -------------------------------------------- |
| PSC   |       | Valle Mellado Sierra, Andreu Martín Martínez |
| ERC   |       | Jordi Salvador i Duch                        |
| PP    |       | Pere Lluís Huguet Tous                       |
| Sumar |       | Fèlix Alonso Cantorné                        |
| Junts |       | Josep Maria Cruset Domènech                  |

- Pere Huguet (PP) est remplacé le 11 juin 2024 par María Elisa Vedrina Conesa.

## Sénat

### Synthèse
|               |       | 1977 | 1979 | 1982 | 1986 | 1989 | 1993 | 1996 | 2000 | 2004 | 2008 | 2011 | 2015 | 2016 | 04/19 | 11/19 | 2023 |
| ------------- | ----- | ---- | ---- | ---- | ---- | ---- | ---- | ---- | ---- | ---- | ---- | ---- | ---- | ---- | ----- | ----- | ---- |
| UCD           |       | 1    | 1    |      |      |      |      |      |      |      |      |      |      |      |       |       |      |
| SC            |       | 3    |      |      |      |      |      |      |      |      |      |      |      |      |       |       |      |
| PSC           |       |      | 3    | 3    | 3    | 1    | 1    | 3    |      |      |      |      |      |      | 1     | 1     | 3    |
| Entesa-Entesa |       |      |      |      |      |      |      |      | 3    | 3    | 3    | 2    |      |      |       |       |      |
| ERC           |       |      |      |      |      |      |      |      |      |      |      |      | 2    | 3    | 3     | 3     | 1    |
| CiU/CDC       |       |      |      | 1    | 1    | 3    | 3    | 1    | 1    | 1    | 1    | 2    | 1    |      |       |       |      |
| Podemos       |       |      |      |      |      |      |      |      |      |      |      |      | 1    | 1    |       |       |      |
|               |       |      |      |      |      |      |      |      |      |      |      |      |      |      |       |       |      |
| Total         | Total | 4    | 4    | 4    | 4    | 4    | 4    | 4    | 4    | 4    | 4    | 4    | 4    | 4    | 4     | 4     | 4    |

### 1977
| Parti | Parti | Sénateurs                                                                  |
| ----- | ----- | -------------------------------------------------------------------------- |
| SC    |       | Carles Martí Massagué, José Antonio Baixeras Sastre, Josep Subirats Piñana |
| UCD   |       | Emilio Casals Parral                                                       |

### 1979
| Parti | Parti | Sénateurs                                                          |
| ----- | ----- | ------------------------------------------------------------------ |
| PSC   |       | Carles Martí Massagué, Rafael Nadal Company, Josep Subirats Piñana |
| UCD   |       | Emilio Casals Parral                                               |

### 1982
| Parti | Parti | Sénateurs                                                      |
| ----- | ----- | -------------------------------------------------------------- |
| PSC   |       | Carlos Barral Agesta, Rafael Nadal Company, José Vidal Riembau |
| CiU   |       | Carles Adreu Abelló                                            |

### 1986
| Parti | Parti | Sénateurs                                                                       |
| ----- | ----- | ------------------------------------------------------------------------------- |
| PSC   |       | Francesc Xavier Amorós Solá, Carlos Barral Agesta, Francesc Xavier Sabaté Ibarz |
| CiU   |       | Carles Adreu Abelló                                                             |

### 1989
| Parti | Parti | Sénateurs                                                                   |
| ----- | ----- | --------------------------------------------------------------------------- |
| CiU   |       | Vicente Beguer Oliveres, Josep María Bertrán Soler, Josep María Musté Folch |
| PSC   |       | Francesc Xavier Amorós Solá                                                 |

### 1993
| Parti | Parti | Sénateurs                                                                 |
| ----- | ----- | ------------------------------------------------------------------------- |
| CiU   |       | Vicente Beguer Oliveres, Josep María Bertrán Soler, Albert Vallvé Navarro |
| PSC   |       | Ramón Aleu                                                                |

### 1996
| Parti | Parti | Sénateurs                                                |
| ----- | ----- | -------------------------------------------------------- |
| PSC   |       | Ramón Aleu, Helena Arribas Esteve, Antonio Sánchez Lucas |
| CiU   |       | Vicente Beguer Oliveres                                  |

### 2000
| Parti  | Parti | Sénateurs                                         |
| ------ | ----- | ------------------------------------------------- |
| Entesa |       | Ramón Aleu, Marta Cid Peñella, Joan Sabaté Borràs |
| CiU    |       | Vicente Beguer Oliveres                           |

- Marta Cid Peñella est remplacée en novembre 2003 par Josep Andreu Domingo.
- Joan Sabaté Borràs est remplacé en décembre 2003 par Francisco José María Subirats Rosiñol.

### 2004
| Parti  | Parti | Sénateurs                                                              |
| ------ | ----- | ---------------------------------------------------------------------- |
| Entesa |       | Ramón Aleu, Lluís Aragonès Delgado de Torres, María José Elices Marcos |
| CiU    |       | Lluís Badia Chancho                                                    |

### 2008
| Parti  | Parti | Sénateurs                                              |
| ------ | ----- | ------------------------------------------------------ |
| Entesa |       | Judith Alberich Cano, Ramón Aleu, Pere Muñoz Hernández |
| CiU    |       | Josep Maldonado Gili                                   |

### 2011
| Parti  | Parti | Sénateurs                                      |
| ------ | ----- | ---------------------------------------------- |
| Entesa |       | Joan Sabaté Borràs, María Jesús Sequera García |
| CiU    |       | Ferran Bel Accensi, Jordi Miquel Sendra Vellvè |

### 2015
| Parti   | Parti | Sénateurs                                |
| ------- | ----- | ---------------------------------------- |
| ERC     |       | Miquel Aubà i Fleix, Josep Rufà i Gràcia |
| Podemos |       | Celia Cánovas Essard                     |
| CDC     |       | Carles Pellicer Punyed                   |

### 2016
| Parti   | Parti | Sénateurs                                                     |
| ------- | ----- | ------------------------------------------------------------- |
| ERC     |       | Miquel Aubà i Fleix, Josep Rufà i Gràcia, Laura Castel i Fort |
| Podemos |       | Celia Cánovas Essard                                          |

### Avril 2019
| Parti | Parti | Sénateurs                                                     |
| ----- | ----- | ------------------------------------------------------------- |
| ERC   |       | Miquel Aubà i Fleix, Laura Castel i Fort, Josep Rufà i Gràcia |
| PSC   |       | Santiago José Castellà Surribas                               |

### Novembre 2019
| Parti | Parti | Sénateurs                                                     |
| ----- | ----- | ------------------------------------------------------------- |
| ERC   |       | Miquel Aubà i Fleix, Laura Castel i Fort, Josep Rufà i Gràcia |
| PSC   |       | Santiago José Castellà Surribas                               |

- Miquel Aubà (ERC) est remplacé en février 2022 par Vanessa Callau Miñarro.
- Santiago Castellà (PSC) est remplacé en février 2023 par Maria Immaculada Costa Ramon.

### 2023
| Parti | Parti | Sénateurs                                                         |
| ----- | ----- | ----------------------------------------------------------------- |
| PSC   |       | Manel de la Vega Carrera, Núria Rovira Costas, Mario Soler Santos |
| ERC   |       | Jordi Gaseni Blanch                                               |